# Leonardo Generoso
Leonardo Generoso – detto anche Dino – (Giovinazzo, 23 febbraio 1951) è un allenatore di calcio ed ex calciatore italiano, di ruolo difensore.

## Carriera

### Giocatore
Nel ruolo di terzino, debutta in Serie D con il Giovinazzo nel 1969, e successivamente si trasferisce al Bari dove esordisce in Serie B nel campionato 1972-1973.
Dopo tre anni passa al Matera, con cui partecipa alla scalata dalla Serie D alla Serie B, raggiunta al termine del campionato di Serie C1 1978-1979. Dopo la retrocessione in Serie C1 dei lucani avvenuta nel successivo campionato di Serie B 1979-1980, disputa l'ultimo campionato con la maglia del Matera nella stagione 1980-1981, subendo un'altra retrocessione in Serie C2. Viene ceduto al Barletta, con cui gioca gli ultimi tre anni da professionista, ottenendo una promozione in Serie C1 al termine del campionato 1981-1982.
In totale ha collezionato 70 presenze e 3 gol in tre campionati di Serie B disputati con il Bari e il Matera.

### Dopo il ritiro
Lasciato il calcio giocato, allena il Bisceglie nel Campionato Interregionale 1984-1985 sfiorando la promozione in Serie C2. Dopo l'esperienza da allenatore torna al Barletta dove diventa direttore generale dal 1986-1987 fino al 1988-1989.
In seguito diventa direttore responsabile del settore giovanile del Bari, ruolo che ricopre dal 1993 al 2011, con cui ottiene diversi successi nel Campionato Primavera, nella Coppa Italia Primavera, nel Torneo di Viareggio e nel Campionato Allievi Nazionali.

## Palmarès

### Giocatore
- Campionato italiano Serie D: 1

Matera: 1975-1976 (girone H)
- Campionato italiano Serie C1: 1

Matera: 1978-1979 (girone B)
- Campionato italiano Serie C2: 1

Barletta: 1981-1982 (girone D)